# Paromoeocerus
Paromoeocerus is een kevergeslacht uit de familie van de boktorren (Cerambycidae). De wetenschappelijke naam van het geslacht werd voor het eerst geldig gepubliceerd in 1910 door Gounelle.

## Soorten
Paromoeocerus omvat de volgende soorten:
- Paromoeocerus barbicornis (Fabricius, 1793)
- Paromoeocerus notabilis Melzer, 1918
- Paromoeocerus scabricollis Melzer, 1927
- Paromoeocerus stictonotus Napp, 1976
- Paromoeocerus vestitus Gounelle, 1910